# پری‌شاهرخ غربی
پری‌شاهرخ غربی (نام علمی: Oriolus brachyrynchus) نام یک گونه از سرده پری‌شاهرخ است.